# IPセントレックス
IPセントレックス(IP centrex)は、企業などが内線電話のVoIP網制御装置を集中して設置・管理する構成方法である。

## VoIP化の背景
既存の内線電話網の次のような問題点が顕在化した。
- 構内交換機と電話機が同一シリーズのものでないと接続できないなどのベンダーロックイン
- 人事異動などの際の電話の移設工事の計画の手間や費用が負担となる。
- 毎月のシステムのリース・保守の費用が高い。

2000年代より、次のようなことを求めてVoIP化が行われるようになった。
- データ通信用のIP網と統合して有効活用する。
- 個人や電話機に電話番号を割り振り、フリーアドレスオフィスで事務所を有効利用したり、電話の取次ぎの手間を省く。
- CTIを導入して、顧客満足度の向上を図る。
- 専門家による工事を不要として費用を低減する。
- 標準化されたインターフェースを利用しマルチベンダーシステムを構築する。

また、内線電話として無線LANと携帯情報端末などでskype等のインターネット電話を利用して費用を抑える動きもある。

## VoIPの集中管理
VoIP網を集中管理するのがIPセントレックスである。

## 企業内IPセントレックス
企業内IPセントレックスは、多数の拠点を持つ企業などが内線用のIP電話制御装置を1つの拠点のみに設置する構成方法である。
外部委託する場合に比べ、独自の機能の追加が行いやすい。しかし、管理が煩雑でコストが高く、技術の進歩による設備の陳腐化への対応が難しいという点もある。

## IPセントレックスサービス
IPセントレックスサービス(IP centrex service)は、企業などが内線用のIP電話制御装置の設置・管理を外部に委託する構成方法である。
拠点間の内線網を構成する場合に、制御装置を社内に設置せずに済む。さらに、汎用のサーバを利用したソフトスイッチを共用し、一般電話網への接続をも委託するものであると特にコスト削減効果が大きい。また、専任の担当者を置けない中小企業の場合にも便利なものである。
多数の企業などで共用するため、独自の機能の追加が行えない場合もある。

## モバイルセントレックスサービス
モバイルセントレックスサービス(mobile centrex service)は、企業などが構内用の無線IP電話やPHSなどの制御装置の設置・管理を外部に委託する構成方法である。
企業向けFixed Mobile Convergenceとして、構外で使用する携帯電話などの管理も一括して請け負う形式が多いので、電気通信事業者による顧客の囲い込みの武器となることが期待されている。
無線IP電話機を使用したものが実用化されている。また、携帯電話を内線でそのまま使用し、携帯電話の通話料金の低減が可能なサービスが、2005年に開始された。
- 携帯電話と無線IP電話機のデュアル機を構内の無線LANに接続するもの。専用の端末が必要。NTTドコモのPASSAGE DUPLEが代表的なサービス。ピックアップ、ダイヤルイン、着信転送、といった通常のビジネス用内線と同等の機能を有しているほか、プレゼンス機能などもある。ただし構内に無線LANアンテナを立てるなど、初期費用が高い。
  - このようなモバイルセントレックスのASPサービスとしてNTTドコモのビジネスmoperaIPセントレックスやNTTPCコミュニケーションズのモバイルセントレックスサービスなどが提供されている。
  - 同様の個人向けのサービスとしてホームUといったサービスも開始されている。
- 構内に内線電話用の携帯電話基地局を設置し内線電話交換機に接続するもの。普通の携帯電話端末機が使用できるが、初期費用が高い。
- 既存の携帯電話基地局を利用して仮想内線網を構成するもの。普通の携帯電話端末機が使用でき初期費用が安いが、既存の内線電話との連携がとりにくい。OFFICEED、OFFICE WIDSといった、内線と連携をとれるサービスも開始されている。またNTTドコモから2009年度にはオフィスリンク（全国型内線サービス）といった、日本全国のFOMAエリア内で内線が利用できるサービスが提供されている。

近年では、携帯電話やPHSそのものに音声通話定額制の料金プランが整備されつつあり、費用・構成の問題後が収束される可能性がある。一方、既存の内線への接続は外線経由ということになり、PBXとの連携などができないという問題が出てくる。

## 過渡的な網構成とその問題点
既存の電話網を段階的に置き換えるため、各種の過渡的な網構成がとられる。そのため、各種不具合が発生する。また、併用期間中に既存のシステムと新システムを同時に運用・保守を行うため、操作の不統一・コストの増大を招くこともある。
特にトラブルが多いのがゲートウェイである。
- ゲートウェイと網制御装置のIPアドレスの保持時間の差による通信不能。
- IP網間をアナログ電話網で中継した場合のエコーキャンセラの干渉による極端な音質低下。

網構成をなるべく単純にし、ゲートウェイの数を少なくすると、不具合が少なくなるとされている。
従来の汎用ルーターや、無線LAN(IEEE 802.11シリーズ)などのネットワーク機器をVoIPの足回りに利用する場合、QoS関連の設定・調整が重要になる。ルーターのパラメタ調整をしなかったり、無線LANでデータ通信を同周波数帯の規格上で併用したりなど、何も考えずに使うと、環境によっては音声品質不良などの不具合が多発する場合がある。無線LANのアクセスポイント (無線LAN)の設置台数や機器・端末の仕様を含め、VoIP用にチューニングしたものが必要になる場合がある。
また、パソコンのウイルス感染などによるトラフィックの増大などもVoIPの品質に悪影響を及ぼす事がある。特にコールセンターで使用されるソフトホンなどは影響大である。
また、無線LAN(IEEE 802.11シリーズ)自体は、無線通信中の移動に対して通信品質の劣化が大きいため、携帯電話やPHSのような感覚で移動しながら、あるいは端末を少しでも動かしながら通話すると、やはり音声品質が不良となる事が多い。アクセスポイント・端末ともに、移動時の通話品質を確保した物の技術開発・導入が必要となろう。なお、無線LAN上のVoIPをVoWLAN(Voice over Wireless LAN)と言う。